# UAZ Pickup

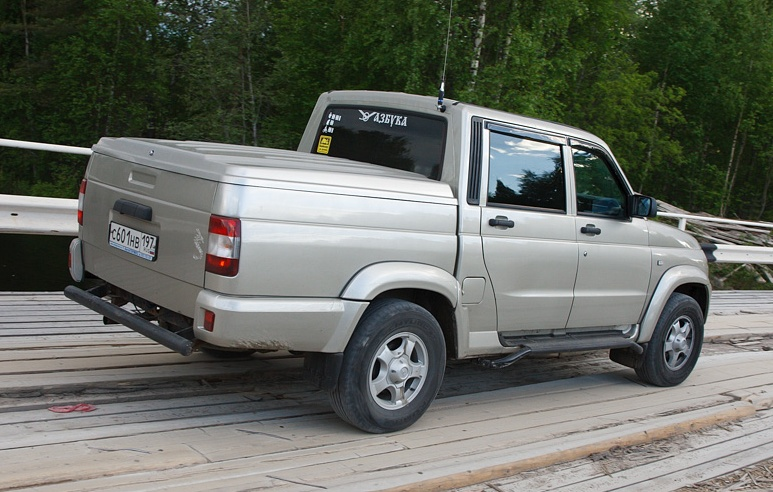
UAZ Pickup (2008-2015)

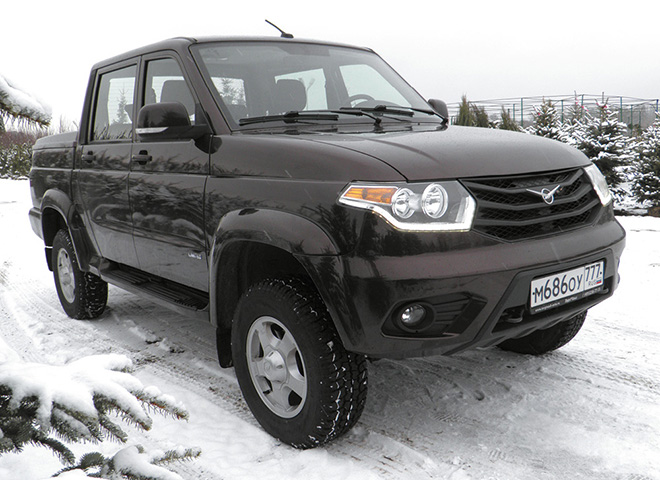
UAZ Pickup (з 2015)

UAZ Pickup (УАЗ-23632) — повноприводний пікап виробництва Ульяновського автомобільного заводу із здвоєною 4-дверною 5-місною кабіною на базі UAZ Patriot, з подовженою до 3000 мм колісною базою. Серійне виробництво розпочато в серпні 2008 року.
Під капотом УАЗ-23632 розташовується бензиновий двигун ЗМЗ-409.10 об'ємом 2.7 літра, потужність якого становить 128 к.с. при 4400 оборотах на хвилину. Максимальний крутний момент цього силового агрегату - 218 Нм при 2500 обертах на хвилину. Для керування двигуном тепер використовується новий контролер "Мікас-11" з функцією контролю пропусків запалення. УАЗ Patriot обладнується 5-ступінчастою механічною коробкою передач з синхронізаторами на всіх передачах переднього і заднього ходу. Виробництвом коробок передач для цієї моделі займається південнокорейська компанія "Дімос".
Автомобіль має повний привод типу Part-time з двоступеневою роздавальною коробкою, який управляється одним важелем, що має чотири положення: задній привід на прямій передачі, повний привід на прямій передачі, "нейтралка" і повний привід з понижувальною передачею. Передній і дадній міст позашляховика нерозрізні типу Спайсер. Гальмівна система включає в себе передні дискові вентильовані гальмівні механізми - два робочих циліндра, плаваюча скоба, і задні барабанні гальма.
Всі моделі мають головним гальмівним циліндром і вакуумним підсилювачем фірми "Тевес Континенталь", а також антиблокувальною системою ABS фірми Bosch.

## Технічні характеристики
| Модифікація | Паливо | Об'єм    | Привід | Потужність                           | Крутний момент               |
| ----------- | ------ | -------- | ------ | ------------------------------------ | ---------------------------- |
| 2.7 MT      | бензин | 2693 см3 | повний | 128 к.с. (94,1 кВт) при 4600 об/хв   | 209.7 Нм при 2500 об/хв      |
| 2.2 D MT    | дизель | 2235 см3 | повний | 113,5 к.с. (83,5 кВт) при 3500 об/хв | 270 Нм при (1800—2800) об/хв |

Розміри шин: 225/75 R16, 245/70 R16.

## Оператори
Росія передала бойовикам російсько-терористичних військ на Донбасі партію нових позашляховиків УАЗ «Патриот Пикап». Про що повідомляють у окупаційній адміністрації. Це нібито стало першою партією позашляховиків переданих Росією своїм збройним формуванням на Донбасі.
Також Росія активно використовує амтомобіль для оснащення окупаційних військ. Відмовідно до дослідників Oryx, українські оборонці як мінімум 1 одиницю знищили і ще 3 затрофейли.